# Thomas Earnshaw
Thomas Earnshaw (4 de febrer de 1749 a Ashton-under-Lyne - 1 de març de 1829 a Londres) va ser un rellotger anglès que, després del primer treball de John Arnold, va simplificar encara més el procés de producció del cronòmetre marí, fent-lo assequible al públic en general. També és conegut per les seves millores en el rellotge de trànsit al Royal Greenwich Observatory de Londres i la seva invenció d'un escapament de cronòmetre i d'una forma de compensació bimetàl·lica.

## Escapament de ressort

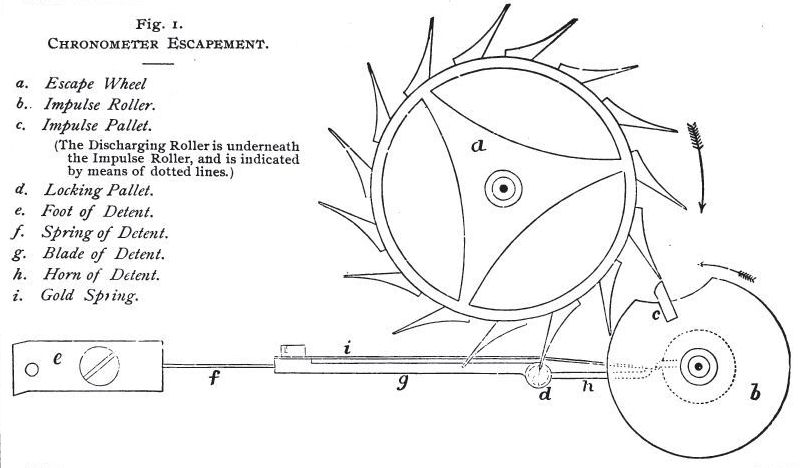
Diagrama de l'escapament de retenció del cronòmetre estàndard d'Earnshaw.

El 1780, va idear una modificació en l'escapament del cronòmetre, muntat sobre un ressort en lloc de fer-ho sobre pivots. Aquest escapament amb fre de ressort va ser patentat el 1783 per Thomas Wright (per qui va treballava). Mentre que inicialment el disseny no va tenir èxit, amb algunes modificacions es va convertir posteriorment en la forma estàndard dels cronòmetres marins, després de la invenció de l'escapament de detenció de Pierre Le Roy el 1748. John Arnold també va inventar un escapament similar el 1782.
El 1805, Earnshaw i Arnold van rebre premis per la Junta de Longitud per les seves millores als cronòmetres; Earnshaw va rebre 2500 lliures esterlines i John Roger Arnold, fill de John Arnold, en va rebre 1672 £. Des de llavors, el balanç bimetàl·lic de compensació i l'escapament amb fre de ressort dels tipus dissenyats essencialment per Earnshaw s'utilitzen universalment en els cronòmetres marins i per això Earnshaw és generalment considerat com un dels pioners del desenvolupament del cronòmetre.
Tot i que era principalment rellotger, no es va apartar mai de construir cronometres. Quan Nevil Maskelyne li va preguntar, va produir un rellotge per a l' Observatori d'Armagh. Aquest rellotge va incorporar el nou disseny d'escapament d'Earnshaw que comptava amb una sèrie de novetats, incloent un caixa hermètica (dissenyada per tal de reduir la pols i els corrents d'aire). Va ser molt elogiat per John Thomas Romney Robinson al segle xix, que aleshores creia que era el rellotge més precís del món. El 1794, el seu preu de compra era de 100 lliures esterlines i Earnshaw va cobrar 100 lliures esterlines més per viatjar amb ell a Armagh i configurar-lo al nou Observatori.
L'Observatori també va comprar el segon rellotge d'Earnshaw que va ser operat a una taxa sideral amb el telescopi equatorial d' Edward Troughton.

## Cronòmetres de viatges notables

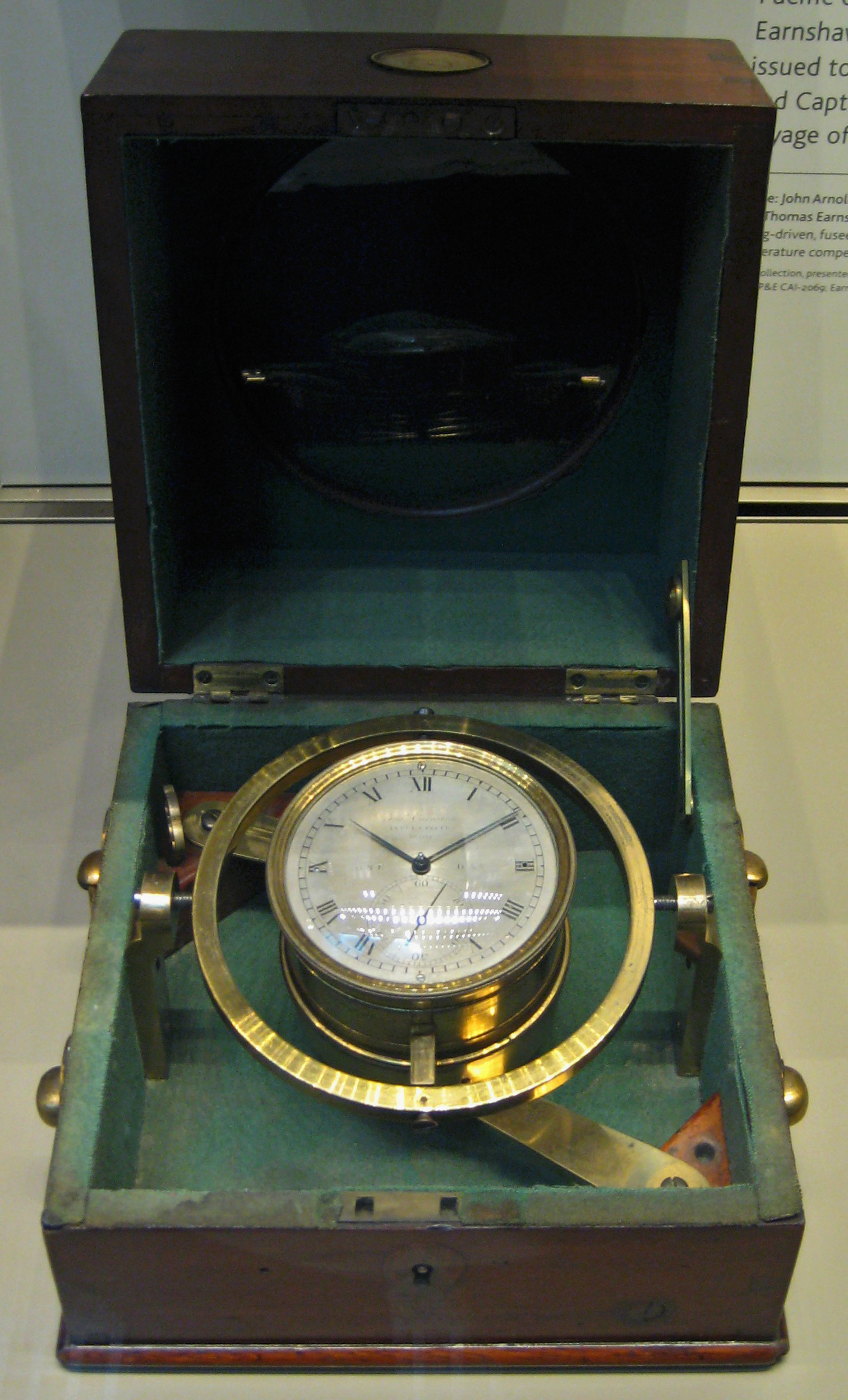
Cronòmetre Earnshaw núm. 506

El juliol de 1791, el capità William Bligh va comprar en nom de l'Amirmirallat el cronómetre núm. 1503 d'Earnshaw a un preu de 40 Guineas per a una expedició que havia de comandar el vaixell HMS Providence per transportar plantes de fruits de pa de Tahití a les Índies Occidentals. Aquesta va ser la segona expedició que Bligh havia dut a terme amb aquesta missió. La primera expedició va ser amb el HMS Bounty, que havia acabat en el famós motí dirigit per Fletcher Christian i del qual Bligh va tornar a Anglaterra només amb grans dificultats. La segona expedició, però, va tenir un èxit complet.
Cap al 1796, Earnshaw, que havia perdut temporalment l'interès en la recompensa de la Junta de Longitud, va ser temptat de nou pel fracàs de Josiah Emery de guanyar-lo. Earnshaw tenia una opinió baixa dels cronòmetres d'Emery i va afirmar que el seu cronòmetre ja existent, núm.. 265, podia superar al d'Emery tot i que acabava de tornar d'un viatge a les Índies Occidentals i no havia estat netejat (l'oli brut té un efecte advers sobre l'aparició d'un cronòmetre). Earnshaw es va demostrar fàcilment en aquest sentit i el seu cronòmetre tenia una bona taxa mitjana d'error durant un període de 12 mesos. No obstant això, no va aconseguir guanyar cap recompensa perquè el mètode de qualificació requeria que la taxa de la peça en el primer mes s'utilitzés com a base per al judici en lloc de l'hora absoluta de l'instrument. Irònicament, aquest mètode havia estat proposat originalment per Maskelyne l'aliat d'Earnshaw.
Al juny de 1801, el vaixell de Matthew Flinders, HMS Investigator, va portar dos cronometres fets per Earnshaw el E520 i el E543, amb un cost de 100 Guineas cadascun. Investigator també portava dos dels cronometres d'Arnled en la primera circumnavegació i aixecament de cartes de la costa australiana. El cronòmetre, E520, estava muntat en una caixa de fusta amb un suport cardan per a compensar el moviment de la nau. Flinders va anar a la costa regularment per comprovar la configuració dels cronòmetres contra les distàncies lunars. El cronòmetre Earnshaw va ser l'únic que va funcionar fins al final del viatge, fent que Flinders ho referís en el seu llibre A Voyage to Terra Australis com "aquest excel·lent cronometre". Flinders va ser fet presoner de guerra pels francesos a Maurici. El 1805 el capità Aken, un company presoner, va ser alliberat i va tornar a Anglaterra. Flinders li va donar els cronòmetres per retornar-los a l'Observatori de Greenwich. Per una seqüència desconeguda d'esdeveniments, l'Earnshaw 520 va ser venut a un col·leccionista australià i el 1937 es va convertir en propietat del Museu d'Arts i Ciències Aplicades (Powerhouse Museum) de Sydney. No va ser fins al 1976 que es va identificar com el cronòmetre del viatge històric de Flinders.
Entre 1831 i 1836, el cronòmetre núm. 506 va ser portat pel HMS Beagle en un viatge per circumnavegar el món i establir, per primera vegada, una cadena de punts al voltant del món de longitud coneguda amb precisió. El vaixell estava comandat pel capità Robert FitzRoy, futur vice-almirall i fundador de l'Oficina Meteorològica. Aquest va ser només un dels molts cronòmetres portats pel Beagle, ja que es necessitava una gran precisió per a aquesta tasca. Aquest va ser també el viatge en que anava embarcat Charles Darwin, que després es va inspirar en les experiències recollides durant el viatge per escriure el seu llibre sobre la teoria de l'evolució, On the Origin of Species. (Sobre l'origen de les espècies). El cronòmetre és l'objecte 91 a la sèrie de la BBC Radio 4 Una història del món en 100 objectes.